# ヨン・スティーブンソン・フォン・テッツナー
ヨン・スティーブンソン・フォン・テッツナー（Jon Stephenson von Tetzchner 原語の発音；ヨン・ステーフェンソン・フォン・テッチネル、1967年8月29日 - ）は、Operaを開発したオペラ・ソフトウェアの共同創設者。

## 来歴

### 略歴
アイスランド レイキャヴィーク出身。1979年にノルウェーに移住し、オスロ大学を卒業。1991年からTelenor Research and Development（現 Telenor）に勤務。1994年よりゲイル・イヴァルセイらと新たなウェブブラウザ、MultiTorg Opera（後に「Opera」と改称される）の開発を行う。この開発プロジェクトは途中で終了してしまうが、二人はこのソフトウェアの権利を獲得すると同時に独立し、オペラ・ソフトウェア社を設立した。
2010年1月5日、創業以来務めてきたオペラ・ソフトウェアCEOを退任する。
Operaが運営していたコミュニティサービスMy Opera コミュニティが2014年3月に閉鎖されることを受け、代替サービスとして1月にVivaldi.netを立ち上げた。
2015年1月27日、Chromiumベースのウェブブラウザ、「Vivaldi」を発表した。

### 遠泳で大西洋を横断
2005年4月19日にリリースされた Opera 8 が公開後48時間で60万回ダウンロードされたことを受けて「公開96時間以内にダウンロード回数が100万回を超えたら、ノルウェーから大西洋を横断してアメリカへ泳ぐ」と2005年4月21日に宣言した。公約ではオスロを発って母国アイスランドで1回限りの休憩を取り、母親のココアを飲んだ後にアメリカへ向かうことになっていた。そしてダウンロード開始4日後の4月25日、ダウンロード回数が105万回を越え、公約が実行されることが明言された。25日朝、内々の話であった大西洋横断という与太話をプレスリリースしてしまったPRマネージャーのEskil Sivertsenがその責任を取ってゴムボートで並走し、テッツナーはアメリカへの遠泳を開始した。しかし開始後1時間足らずでゴムボートが損傷して沈没が始まったためにこれを救助せざるをえなくなり、大西洋横断は中断された。
この時点で既に外洋に出ていたはずだが、「たまたま家の台所で救助の模様を目撃した地元の農家」が「超望遠カメラで鮮明な写真を撮影」し、一連の様子が同社サイト上で克明にレポートされた。

### 日本での愛称
Jon Stephenson von Tetzchner は呼びづらいため、日本のユーザーから「テッちゃん」という愛称を付けられていた。本人の知らぬ間に付いた名前であったが現在本人はこれを公認している。
公認のきっかけになったのはオペラ・ソフトウェア日本支社で2007年5月26日に行われたオフライン・ミーティング。Skype を通して日本のファンの前に姿を現したこの席で、ファンに Tetz-chan（テッちゃん）と愛称で呼ぶことを提案され、彼はこれを快諾した。